# Xenia crassa
Xenia crassa är en korallart som beskrevs av Schenk 1896. Xenia crassa ingår i släktet Xenia och familjen Xeniidae. Inga underarter finns listade i Catalogue of Life.